# Gran Premio de Japón de Motociclismo de 1998
El Gran Premio de Japón de Motociclismo de 1998 fue la primera prueba del Campeonato del Mundo de Motociclismo de 1998. Tuvo lugar en el fin de semana del 3 al 5 de abril de 1998 en el Circuito de Suzuka, situado en Suzuka, Prefectura de Mie, Japón.
La carrera de 500cc fue ganada por Max Biaggi, seguido de Tadayuki Okada y Noriyuki Haga. Daijirō Katō ganó la prueba de 250cc, por delante de Shinya Nakano y Naoki Matsudo. La carrera de 125cc fue ganada por Kazuto Sakata, Tomomi Manako fue segundo y Masao Azuma tercero.

### Resultados 500cc
| Pos.    | N.º | Piloto                   | Constructor | Vueltas | Tiempo    | Parrilla | Pts. |
| ------- | --- | ------------------------ | ----------- | ------- | --------- | -------- | ---- |
| 1       | 6   | Max Biaggi               | Honda       | 21      | 44:59.478 | 1        | 25   |
| 2       | 2   | Tadayuki Okada           | Honda       | 21      | +5.416    | 3        | 20   |
| 3       | 50  | Noriyuki Haga            | Yamaha      | 21      | +5.502    | 6        | 16   |
| 4       | 4   | Àlex Crivillé            | Honda       | 21      | +10.532   | 10       | 13   |
| 5       | 21  | Kyoji Nanba              | Yamaha      | 21      | +10.879   | 2        | 11   |
| 6       | 3   | Nobuatsu Aoki            | Suzuki      | 21      | +13.479   | 8        | 10   |
| 7       | 9   | Alex Barros              | Honda       | 21      | +20.266   | 13       | 9    |
| 8       | 8   | Carlos Checa             | Honda       | 21      | +20.439   | 5        | 8    |
| 9       | 11  | Simon Crafar             | Yamaha      | 21      | +20.773   | 11       | 7    |
| 10      | 15  | Sete Gibernau            | Honda       | 21      | +47.101   | 12       | 6    |
| 11      | 10  | Kenny Roberts Jr         | Modenas KR3 | 21      | +1:13.558 | 15       | 5    |
| 12      | 7   | Doriano Romboni          | Muz Weber   | 21      | +1:22.856 | 23       | 4    |
| 13      | 19  | John Kocinski            | Honda       | 21      | +1:24.964 | 9        | 3    |
| 14      | 5   | Norick Abe               | Yamaha      | 21      | +1:25.293 | 7        | 2    |
| 15      | 14  | Juan Bautista Borja      | Honda       | 21      | +1:59.992 | 16       | 1    |
| 16      | 57  | Fabio Carpani            | Honda       | 20      | +1 Vuelta | 25       |      |
| Ret     | 1   | Mick Doohan              | Honda       | 15      |           | 4        |      |
| Ret     | 22  | Sébastien Gimbert        | Honda       | 11      |           | 21       |      |
| Ret     | 88  | Scott Smart              | Honda       | 4       | Caída     | 24       |      |
| Ret     | 17  | Jurgen van den Goorbergh | Honda       | 1       |           | 20       |      |
| Ret     | 23  | Matt Wait                | Honda       | 1       | Caída     | 22       |      |
| Ret     | 29  | Keiichi Kitagawa         | Suzuki      | 1       |           | 14       |      |
| Ret     | 18  | Garry McCoy              | Honda       | 0       |           | 19       |      |
| Ret     | 28  | Ralf Waldmann            | Modenas KR3 | 0       |           | 17       |      |
| DNS     | 55  | Régis Laconi             | Yamaha      |         |           | 18       |      |
| Fuente: |     |                          |             |         |           |          |      |

### Resultados 250cc
| Pos.    | N.º | Piloto              | Constructor | Vueltas | Tiempo    | Parrilla | Pts. |
| ------- | --- | ------------------- | ----------- | ------- | --------- | -------- | ---- |
| 1       | 54  | Daijirō Katō        | Honda       | 19      | 41:17.096 | 1        | 25   |
| 2       | 50  | Shinya Nakano       | Yamaha      | 19      | +0.896    | 3        | 20   |
| 3       | 51  | Naoki Matsudo       | Yamaha      | 19      | +0.962    | 5        | 16   |
| 4       | 31  | Tetsuya Harada      | Aprilia     | 19      | +1.094    | 9        | 13   |
| 5       | 19  | Olivier Jacque      | Honda       | 19      | +34.301   | 4        | 11   |
| 6       | 55  | Yukio Kagayama      | Suzuki      | 19      | +37.035   | 14       | 10   |
| 7       | 65  | Loris Capirossi     | Aprilia     | 19      | +37.104   | 6        | 9    |
| 8       | 17  | José Luis Cardoso   | Yamaha      | 19      | +43.094   | 12       | 8    |
| 9       | 12  | Noriyasu Numata     | Suzuki      | 19      | +43.105   | 15       | 7    |
| 10      | 9   | Jeremy McWilliams   | TSR-Honda   | 19      | +43.909   | 16       | 6    |
| 11      | 6   | Haruchika Aoki      | Honda       | 19      | +44.000   | 22       | 5    |
| 12      | 4   | Stefano Perugini    | Honda       | 19      | +44.067   | 13       | 4    |
| 13      | 52  | Choyun Kameya       | Suzuki      | 19      | +44.168   | 10       | 3    |
| 14      | 18  | Osamu Miyazaki      | Yamaha      | 19      | +44.637   | 8        | 2    |
| 15      | 7   | Takeshi Tsujimura   | Yamaha      | 19      | +44.727   | 17       | 1    |
| 16      | 53  | Makoto Tamada       | Honda       | 19      | +53.855   | 18       |      |
| 17      | 11  | Jürgen Fuchs        | Aprilia     | 19      | +1:01.999 | 11       |      |
| 18      | 37  | Luca Boscoscuro     | TSR-Honda   | 19      | +1:04.359 | 21       |      |
| 19      | 24  | Jason Vincent       | TSR-Honda   | 19      | +1:08.853 | 23       |      |
| 20      | 14  | Davide Bulega       | Honda       | 18      | +1 Vuelta | 28       |      |
| Ret     | 25  | Yasumasa Hatakeyama | Honda       | 18      | Caída     | 29       |      |
| Ret     | 21  | Franco Battaini     | Yamaha      | 17      | Caída     | 20       |      |
| Ret     | 5   | Tohru Ukawa         | Honda       | 14      |           | 2        |      |
| Ret     | 46  | Valentino Rossi     | Aprilia     | 10      | Caída     | 7        |      |
| Ret     | 44  | Roberto Rolfo       | TSR-Honda   | 7       | Caída     | 27       |      |
| Ret     | 16  | Johan Stigefelt     | Suzuki      | 2       | Caída     | 25       |      |
| Ret     | 27  | Sebastián Porto     | Aprilia     | 1       | Caída     | 24       |      |
| Ret     | 41  | Federico Gartner    | Aprilia     | 0       | Caída     | 30       |      |
| DNS     | 8   | Luis d'Antin        | Yamaha      |         |           | 19       |      |
| DNS     | 20  | William Costes      | Honda       |         |           | 26       |      |
| Fuente: |     |                     |             |         |           |          |      |

### Resultados 125cc
| Pos.    | N.º | Piloto                | Constructor | Vueltas | Tiempo    | Parrilla | Pts. |
| ------- | --- | --------------------- | ----------- | ------- | --------- | -------- | ---- |
| 1       | 4   | Kazuto Sakata         | Aprilia     | 18      | 41:23.963 | 2        | 25   |
| 2       | 3   | Tomomi Manako         | Honda       | 18      | +0.156    | 18       | 20   |
| 3       | 20  | Masao Azuma           | Honda       | 18      | +0.201    | 6        | 16   |
| 4       | 10  | Lucio Cecchinello     | Honda       | 18      | +2.783    | 7        | 13   |
| 5       | 53  | Nobuyuki Ohsaki       | Yamaha      | 18      | +26.381   | 9        | 11   |
| 6       | 8   | Gianluigi Scalvini    | Honda       | 18      | +26.468   | 10       | 10   |
| 7       | 52  | Hiroyuki Kikuchi      | Honda       | 18      | +33.198   | 12       | 9    |
| 8       | 5   | Masaki Tokudome       | Aprilia     | 18      | +33.422   | 11       | 8    |
| 9       | 51  | Takashi Akita         | Yamaha      | 18      | +33.552   | 23       | 7    |
| 10      | 13  | Marco Melandri        | Honda       | 18      | +33.834   | 14       | 6    |
| 11      | 9   | Frédéric Petit        | Honda       | 18      | +34.215   | 19       | 5    |
| 12      | 62  | Yoshiaki Katoh        | Yamaha      | 18      | +46.152   | 26       | 4    |
| 13      | 29  | Ángel Nieto Jr        | Aprilia     | 18      | +46.574   | 16       | 3    |
| 14      | 54  | Kazuhiro Takao        | Honda       | 18      | +48.281   | 17       | 2    |
| 15      | 26  | Ivan Goi              | Aprilia     | 18      | +59.684   | 20       | 1    |
| 16      | 17  | Juan Enrique Maturana | Yamaha      | 18      | +1:03.598 | 22       |      |
| 17      | 11  | José Ramirez          | Aprilia     | 18      | +1:12.202 | 25       |      |
| 18      | 19  | Andrea Ballerini      | Honda       | 18      | +1:12.287 | 27       |      |
| 19      | 18  | Paolo Tessari         | Aprilia     | 18      | +1:21.902 | 28       |      |
| 20      | 21  | Arnaud Vincent        | Aprilia     | 18      | +1:28.393 | 29       |      |
| 21      | 7   | Emilio Alzamora       | Aprilia     | 18      | +1:33.214 | 24       |      |
| Ret     | 41  | Youichi Ui            | Yamaha      | 14      |           | 3        |      |
| Ret     | 22  | Steve Jenkner         | Aprilia     | 13      |           | 15       |      |
| Ret     | 2   | Noboru Ueda           | Honda       | 12      |           | 1        |      |
| Ret     | 15  | Roberto Locatelli     | Honda       | 10      | Caída     | 4        |      |
| Ret     | 23  | Gino Borsoi           | Aprilia     | 7       |           | 13       |      |
| Ret     | 16  | Christian Manna       | Yamaha      | 6       |           | 30       |      |
| Ret     | 32  | Mirko Giansanti       | Honda       | 4       | Caída     | 8        |      |
| Ret     | 50  | Yuzo Fujioka          | Honda       | 2       |           | 5        |      |
| Ret     | 39  | Jaroslav Huleš        | Honda       | 1       |           | 21       |      |
| Fuente: |     |                       |             |         |           |          |      |